# Svegliando l'amante che dorme
Svegliando l'amante che dorme, pubblicato nel 1989, è un album della cantante italiana Milva.

## Descrizione
Questo disco fu pubblicato in Italia con 8 brani e in Germania e Giappone con 10 brani (in più vennero inseriti "Via lattea" e "Centro di gravità permanente", quest'ultima cantata con Juri Camisasca, e l'intervento di Battiato solo nel finale del pezzo con alcuni vocalizzi). Il disco fu anche realizzato in un'apposita versione per il mercato tedesco, sempre con 8 brani, tutti cantati in spagnolo (Una historia inventada). La versione tedesca ha un titolo in italiano ma diverso: Una storia inventata (Eine erfundene Geschichte) e contiene un libretto allegato intitolato La Storia.

## Tracce
Testi Franco Battiato, musiche Franco Battiato e Giusto Pio, tranne dove indicato. Arrangiamenti Franco Battiato e Giusto Pio.
1. Una storia inventata (Battiato - Pio) - 4:12
2. I processi del pensiero (Battiato - Camisasca / Battiato) - 3:45
3. Potemkin (Camisasca) - 4:09
4. Le vittime del cuore (Battiato) - 4:09
5. Via lattea*  (Battiato) - 4:30
6. Atmosfera (Battiato - Pio) - 3:09
7. La piramide di Cheope (Battiato) - 3:54
8. Angelo del rock (Camisasca) - 3:24
9. No time no space (Battiato - Pio) - 3:24
10. Centro di gravità permanente* (Battiato - Pio) - 3:45

* brano presente solo nell'edizione per i mercati tedesco e giapponese.
Nota:
Il brano Atmosfera era già stato interpretato dalla cantautrice Giuni Russo ed incluso nel suo album Energie, mentre Una storia inventata, seppur con testi differenti, era già stata cantata dallo stesso Battiato con lo pseudonimo di Astra (con il titolo Adieu) nel 1978 e l'anno dopo da Catherine Spaak (con il titolo di "Canterai se canterò"). Anche il brano No time no space era già stato inciso da Battiato all'interno dell'album Mondi lontanissimi del 1985.

## Formazione
- Milva – voce
- Juri Camisasca – voce, cori
- Giusto Pio – violino
- Ricky Belloni – chitarra, cori
- Filippo Destrieri – tastiera, programmazione
- Gigi Cappellotto – basso
- Flaviano Cuffari – batteria
- Fernando Brusco – tromba
- Moreno Fassi – trombone
- Claudio Wally Allifranchini – sassofono tenore, sax alto
- Giancarlo Porro – sassofono baritono, sassofono tenore